# Emanuel Bonavia
Emanuel Bonavia aussi Emmanuel Bonavia (1826 - 14 novembre 1908) est un chirurgien militaire maltais du Service médical indien passé à la postérité pour ses travaux de botanique et de recherche horticole. Il a implanté les jardins horticoles de Lucknow, capitale de l'État de l'Uttar Pradesh.
Il est l'auteur anglophone d'un important livre sur les agrumes indiens et srilankais, leur histoire, leur origine.
L'orthographe Emmanuel Bonavia ou Thomas Emmanuel Bonavia est celle des documents de l'Armée britannique, son livre Studies in the evolution of animals est signé Emmanuel Bonavia. En revanche, dans les annonces du Lancet il est Emanuel, de même dans A history of the Indian medical serviceet dans le Britsh Medical Journal.

## Biographie
E. Bonavia serait né le 15 juillet 1829 à Porto Salvo, La Valette selon certaines sources. Handwörterbuch der Pflanzennamen donne comme année de naissance 1826, année cohérente avec sa nécrologie (il avait 82 ans à sa mort en 1908). 

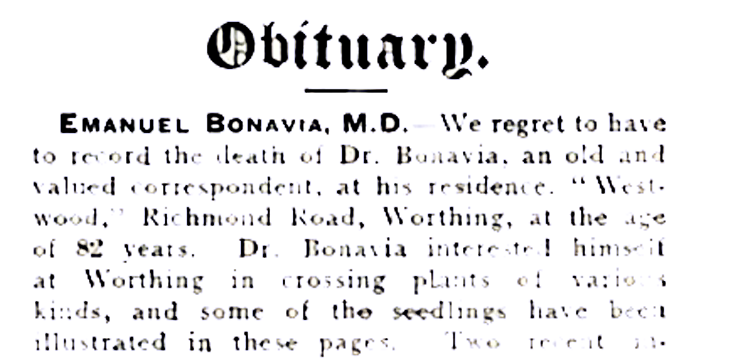
Nécrologie d'E. Bonavia dans The Gardeners' chronicle du 28 novembre 1908.

3éme fils de Mary née Hobson et de Calcedonio Bonavia, il est le cadet de George Bonavia - portraitiste - (1818-1901) et de Giuseppe Bonavia (1821-1885) - architecte. Emanuel étudia la médecine à l'Université de Malte et à l'Université d'Édimbourg, obtenant le grade de MRCS  (Membership of the Royal Colleges of Surgeons) en 1857. Le 4 août 1857, il est nommé chirurgien adjoint au sein du Service médical indien. Il est directeur de l'école de médecine de Balrampur en 1873 et chargé du jardin botanique de Lucknow en 1876. Il en fait un jardin botanique par ses études expérimentales sur les arbres fruitiers (1876). 
En 1888, il publie The Cultivated Oranges and Lemons, Etc. of India and Ceylon, with researches into their origin and the derivation of their names, and other useful information. Il y décrit toutes les espèces et cultivars d'agrumes cultivés en Inde à Ceylan. Les chapitres XIV et XV traitent de la morphologie des Citrus et en détail de leurs origines. Moravia pense que le cédrat (C. medica) est à l'origine des autres espèces.

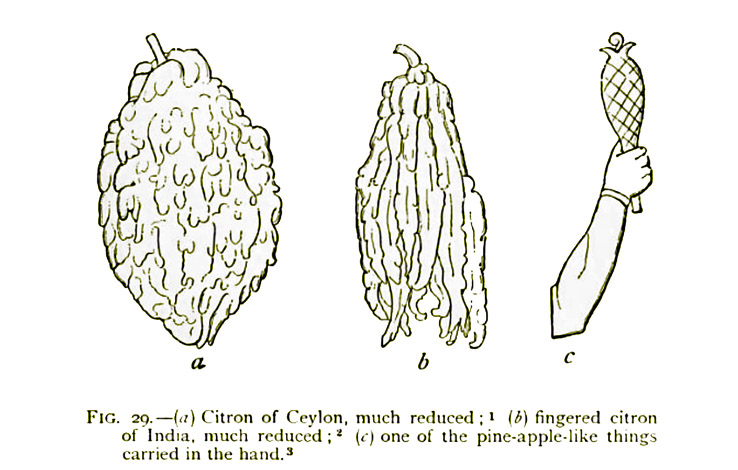
Cédrat, cédrat digité et fruit cône cultuel assyrien

Il étudie la culture du palmier dattier, l'origine de sa domestication, et sa symbolique (arbre de vie) ce qui l'amène à s'intéresser à la place des fruitiers dans l'horticulture mésopotamienne. Le chapitre sur la flore représentée dans les monuments de l'ancienne Assyrie  (1894) traite d'un fruit en forme de cône de pin qu'il identifie au cédrat digité («Il y a suffisamment de preuves que les Assyriens devaient bien connaître le cédrat, peut-être les personnages tenant un fruit-cône participaient-ils à une cérémonie dans laquelle le cédrat jouait un rôle, qui aurait inspiré aux Juifs leur cérémonie du Souccot pendant leur captivité à Babylone»). 
Il prend sa retraite de l'armée le 26 avril 1888, avec le grade de chirurgien de brigade. Il travaille alors sur le rôle de l'évolution sur la coloration et l'aspect des animaux, les taches et rayures des pelages. Sujet controversé déjà abordé par Wallace et Darwin puis l'année de la publication de son livre par R. Lydekker. La thèse de Bonavia est que de nombreux pelages ont des traces de carapaces ancestrales.
Il jardine et réunit des collections fruitières, il publie dans Gardener's Chronicle jusqu'à sa mort à Worthing, Richmond Road, Sussex le 14 novembre 1908. 

## Théorie de l'évolution
Bonavia s'intéresse à l'évolution des organismes végétaux, les ancêtres communs des plantes sont des algues (Notes philosophiques sur des sujets botaniques. 1892). Ses travaux sur les agrumes mettent en avant la phylogénie des différentes espèces. Il adopte une vision historique de la domestication du dattier, du lotus basée sur la philologie. De retour en Grande-Bretagne, de l'étude des végétaux il passe aux animaux («attiré par les peaux de léopard et de tigre, qui sont progressivement devenues des objets d'étude et de spéculation intéressants. En réfléchissant aux rosettes des léopards, et plus particulièrement à celles du jaguar, et en voyant constamment des chevaux tachetés dans les rues de Londres, de nouvelles idées me sont venues à l'esprit concernant l'origine de toutes ces taches et rosettes chez les mammifères») avec Studies in the evolution of animals (1894). Cet ouvrage est une mise en œuvre de la théorie de l'évolution telle que conçue à l'époque avec une influence déterminante de la sélection naturelle.

## Publications

### Livres
- (en) Contributions To Christology. Londres Trübner & Co. 170 p. 1869[17].

- (en) The Villager's Domestic Medicine, 1885 [18].
- (en) The Cultivated Oranges and Lemons, Etc. of India and Ceylon, with researches into their origin and the derivation of their names, and other useful information. Londres, W. H. Allen.  384 p. 1888[19], nombreuses réed.
- (en) Philosophical notes on botanical subjects. Londres, Eyre et Spottiswoode, 1892.
- (en) The flora of the Assyrian monuments and its outcomes, The Sacred trees of Assyria. - The cone fruit. ... Westminster, Archibald Constable. 1894[20].
- (en) Studies in the evolution of animals. Westminster, A. Constable. 1894[21] Réed; New York, Longams 1896.

### Quelques articles, notes, études, préfaces

#### Sur le dattier et l'arbre sacré
- (en) E. Bonavia, The Future of the Date Palm in India, Calcutta, 1885.

E. Bonavia,  paru dans The Babylonian and Oriental Record:
- (en) The Cone Fruit of the Assyrian Monuments, BOR 2/ 6 pp. 138-42. 1888;
- (en) The Cone Fruit of the Assyrian Monuments, BOR 2/ 7 pp. 138-42. 1888;
- (en) The Cone Fruit of the Assyrian Monuments, BOR 2/ 8 pp. 138-42. 1888;
- (en) Sacred Trees of the Assyrian Monuments, BOR 3/1  pp. 7-12. 1888;
- (en) Sacred Trees of the Assyrian Monuments, BOR 3/2  pp. 56-61. 1889;
- (en) Did the Assyrians know the Sexes of the Date Palm? BOR 4/3  pp. 64-69. 1890;
- (en) Did the Assyrians know the Sexes of the Date Palm? BOR 4/4  pp. 89-96. 1890;
- (en) Did the Assyrians know the Sexes of the Date Palm? BOR 4/5  pp. 116-117. 1890;

##### Lettres
- (en) Letter from E. Bonavia to Sir Joseph Dalton Hooker; from Etawah, [India]; 21 fev. 1885; 9 p.et 5 illustrations[22].
- (en) Letter from E. Bonavia to the Royal Botanic Gardens, Kew; from Bournemouth, England. 24 fev. 1887. 8 p. 4 illustrations[23].sur les fruits des vergers de Delhi
- (en) Correspondance avec Charles Darwin. Lettre avant le 7 septembre 1888 (à propos de Clitoria ternatea)[24].

#### Divers
- (en) Bonavia, E. Contribution to the sun-spot theory of rainfall. Nature, 17, 1878, p. 61[25].